# Шлях на захід
«Шлях на захід» (англ. Westward Ho) — вестерн 1935 року режисера Роберта Н. Бредбері. В головних ролях Джон Вейн та Шейлі Бромлі. Фільм продюсера Пола Малверна та компанії Republic Pictures.

## Сюжет
Віт Баллард та його бандити крадуть стадо великої рогатої худоби, вбиваючи подружжя Вайаттс. При цьому, Баллард забирає до банди одного з дітей, Джима Вайаттса, та залишає на призволяще його брата Джона.
Ставши дорослим, Джон організовує прикордонну групу ковбоїв-месників (які співають, носять чорне та їздять на білих конях), щоб захищати простих людей від бандитів, та мріючи знайти Віта Балларда з його бандою, помститись за батьків, та звільнити брата.

## У ролях
- Джон Вейн — Джон Вайатт
- Шейла Бромлі — Мері Гордон
- Френк МакГлінн-мл. — Джим Вайатт
- Джим Фарлі — Лейф Гордон
- Джек Кертіс — ролі Віт Баллард
- Бредлі Меткалф — Джон Вайатт в дитинстві
- Дікі Джонс — Джим Вайатт в дитинстві
- Мері Макларен — мама Вайатт
- Якіма Канутт — Ред, підручний Балларда
- Генк Белл — Марк Вайатт
- Гленн Стрендж — Картер